# Mexico Future Series 2024
Die Mexico Future Series 2024 fand vom 27. August bis zum 1. September 2024 in Aguascalientes statt. Es war die vierte Austragung dieser internationalen Meisterschaften von Mexiko im Badminton.

## Sieger und Platzierte
| Veranstaltung | Gold                                             | Silber                                           | Bronze                             |
| ------------- | ------------------------------------------------ | ------------------------------------------------ | ---------------------------------- |
| Herreneinzel  | Luis Montoya                                     | Joshua Nguyen                                    | Armando Gaitan                     |
| Herreneinzel  | Luis Montoya                                     | Joshua Nguyen                                    | Daniel Zhou                        |
| Dameneinzel   | Ella Lin                                         | Veronica Yang                                    | Nicole Krawczyk                    |
| Dameneinzel   | Ella Lin                                         | Veronica Yang                                    | Sydney Hanyue Li                   |
| Herrendoppel  | Ryan Ma Daniel Zhou                              | Jose Luis Granados Morales Antonio Emanuel Ortiz | Thomas Ashton Eason Wong           |
| Herrendoppel  | Ryan Ma Daniel Zhou                              | Jose Luis Granados Morales Antonio Emanuel Ortiz | Santiago Lozoya Alvaro Rio         |
| Damendoppel   | Romina Fregoso Miriam Jacqueline Rodriguez Perez | Ella Lin Veronica Yang                           | Chloe Choi Emma Meng               |
| Damendoppel   | Romina Fregoso Miriam Jacqueline Rodriguez Perez | Ella Lin Veronica Yang                           | Diana Corleto Soto Nikte Sotomayor |
| Mixed         | Ryan Ma Veronica Yang                            | Christopher Martínez Diana Corleto Soto          | Armando Gaitan Romina Fregoso      |
| Mixed         | Ryan Ma Veronica Yang                            | Christopher Martínez Diana Corleto Soto          | Daniel Zhou Nicole Krawczyk        |